# Ґощ
Ґощ (пол. Goszcz, нім. Goschütz) — село в Польщі, у гміні Твардоґура Олесницького повіту Нижньосілезького воєводства.
Населення — 1202 особи (2011).
У 1975-1998 роках село належало до Вроцлавського воєводства.

## Демографія
Демографічна структура станом на 31 березня 2011 року:
|          | Загалом | Допрацездатний вік | Працездатний вік | Постпрацездатний вік |
| -------- | ------- | ------------------ | ---------------- | -------------------- |
| Чоловіки | 597     | 147                | 411              | 39                   |
| Жінки    | 605     | 122                | 377              | 106                  |
| Разом    | 1202    | 269                | 788              | 145                  |